# Убийство в «Восточном экспрессе» (фильм, 1974)
«Убийство в „Восточном экспрессе“» (англ. Murder on the Orient Express) — художественный фильм Сидни Люмета, вышедший на экраны в 1974 году. Британская экранизация одноимённого детективного романа Агаты Кристи.
В ролях были задействованы ведущие британские и голливудские звёзды того времени. Павильонные съёмки происходили в британской киностудии Elstree Studios в Боремвуде, графство Хартфордшир. Натурные съёмки в основном велись во Франции в 1973 году. Шестивагонный состав был сформирован из старых вагонов Compagnie Internationale des Wagons-Lits, занимавшейся эксплуатацией поезда «Восточный экспресс», и хранилища списанных механизмов Французской национальной железной дороги.
После выхода фильма на экраны в ноябре 1974 года он имел успех у зрителей и критиков. За исполнение небольшой роли шведской миссионерки Греты Олсон актриса Ингрид Бергман получила свой третий «Оскар» в номинации лучшая женская роль второго плана.

## Сюжет
Находящемуся в Стамбуле знаменитому бельгийскому детективу Эркюлю Пуаро срочно необходимо выехать в Великобританию. Но все места в знаменитом «Восточном экспрессе» неожиданно заняты. Впрочем, директор компании, которой принадлежит «Экспресс», сеньор Бьянки, старый друг Пуаро, сам путешествует в этом же поезде и находит Пуаро место. На следующее утро за завтраком Пуаро замечает, что в вагоне люди самых разных национальностей, казалось бы, совершенно случайно сошедшиеся в этом путешествии. Один из пассажиров, неприятный подозрительный американец по фамилии Рэтчетт, предлагает Пуаро стать его телохранителем за солидную сумму, поскольку Рэтчетту угрожают расправой, но Пуаро отказывается. В следующую ночь Пуаро беспрерывно будят какие-то крики и стуки, но потом наступает мёртвая тишина. Утром обнаруживается, что поезд из-за заносов намертво встал где-то на территории Югославии, а мистер Рэтчетт лежит в своём купе мёртвый, причём дверь заперта изнутри, а окно раскрыто.
При исследовании тела жертвы и места преступления, становится известна настоящая фамилия убитого — Кассетти. Он преступник, ранее был арестован, но выпущен на свободу. Несколько лет назад члены банды, лидером которой был Касетти, похитили дочь британского полковника Армстронга Дейзи, требуя за неё выкуп. Однако получив деньги, они убили похищенную и с помощью взяток и запугивания сумели избежать правосудия. Мать Дейзи умерла во время последующих родов. Няня Полетт, которая безосновательно была обвинена в пособничестве похищению, покончила жизнь самоубийством. Отец, полковник Армстронг, также совершил суицид.
Расследуя запутанное дело, Пуаро устанавливает, что все пассажиры поезда были в той или иной мере причастны к семье Армстронг и у каждого из них был мотив совершить это преступление.

## Над фильмом работали
Актёрский состав:
| Актёр            | Роль                  |
| ---------------- | --------------------- |
| Альберт Финни    | Эркюль Пуаро          |
| Лорен Бэколл     | миссис Хаббард        |
| Жан-Пьер Кассель | проводник Пьер Мишель |
| Ингрид Бергман   | Грета Олсон           |
| Жаклин Биссет    | графиня Андрени       |
| Ричард Уидмарк   | мистер Рэтчетт        |
| Шон Коннери      | полковник Арбэтнот    |
| Джон Гилгуд      | мистер Беддоуз        |
| Уэнди Хиллер     | княгиня Драгомирова   |
| Энтони Перкинс   | Гектор Маккуин        |
| Ванесса Редгрейв | Мэри Дебенхем         |
| Мартин Болсам    | сеньор Бьянки         |
| Рейчел Робертс   | Хильдегарда Шмидт     |
| Майкл Йорк       | граф Андрени          |
| Колин Блейкли    | Сайрус Хардман        |
| Джордж Кулурис   | доктор Константин     |
| Денис Куилли     | Антонио Фоскарелли    |

Съёмочная группа:
- режиссёр: Сидни Люмет
- продюсер: Джон Нетчбулл
- сценарий: Пол Дэйн
- оператор: Джеффри Ансуорт
- художник: Тони Уолтон[en]
- монтаж: Энн В. Коутс
- композитор: Ричард Родни Беннетт

## Дубляж и закадровое озвучивание
Дубляж
- Фильм дублирован на киностудии им. М. Горького,
- Режиссёр дубляжа — Хеся Локшина
- Звукооператор — Валентин Хлобыдин
- Русский текст — Евгений Ром
- Редактор — Лариса Железнова

Роли дублировали:
- Альберт Финни — Артём Карапетян
- Лорен Бэколл — Виктория Радунская
- Мартин Болсам — Владимир Дружников
- Ингрид Бергман — Нина Зорская
- Жаклин Биссет — Лилия Захарова
- Жан-Пьер Кассель — Рудольф Панков
- Шон Коннери — Феликс Яворский
- Джон Гилгуд — Сергей Курилов
- Уэнди Хиллер — Нина Никитина
- Энтони Перкинс — Сергей Малишевский
- Ванесса Редгрейв — Лариса Данилина
- Рейчел Робертс — Серафима Холина
- Ричард Уидмарк — Эдуард Изотов
- Майкл Йорк — Владимир Разумовский
- Колин Блейкли — Вадим Захарченко
- Джордж Кулурис — Сергей Николаев
- Деннис Куилли — Владимир Ферапонтов

Закадровое озвучивание
- Корпорация Видео Фильм по заказу НТВ. Текст читали Андрей Ярославцев и Людмила Ильина.
- Телекомпания НТВ+ (режиссёр Марина Иващенко, звукорежиссёр Александр Зубов). Текст читали Игорь Тарадайкин и Наталья Казначеева.

## Создание

### Предыстория
Агата Кристи была недовольна адаптациями своих книг, поставленными в 1960-х годах и настороженно относилась к передаче прав на их адаптацию. Ещё в начале 1960-х годов руководство кинокомпании Metro-Goldwyn-Mayer просило писательницу написать довольно вольный сценарий по роману «Убийство в „Восточном экспрессе“», на что она ответила категорическим отказом. По её словам: «…Эта книга стоила мне слишком больших усилий, чтобы превращать её в кинофарс с участием мисс Марпл; возможно, получится что-нибудь забавное, но уверена, что оно не принесёт пользы моей репутации!» Свободное обращение американских постановщиков с её романами и изменение их характера очень сильно раздражало писательницу. В 1967 году, после того как ей поступили очередные просьбы от киностудий, она эмоционально заявила своему постоянному литературному агенту Эдмунду Корку: «Не говорите мне о киноправах!!! У меня от этого кровь в жилах закипает… Я осталась при своём мнении! Хватит! Я достаточно натерпелась!»
«Убийство в „Восточном экспрессе“» — первостатейный детектив, который не даёт расслабиться. Помню, как я вскричал от радости, читая сценарий, когда обнаружилось что они все виновны. Вот вам и неправдоподобие! Немного поразмыслив понял: тут есть что-то ещё — тоска по прошлому. Для меня мир Агаты Кристи главным образом ностальгичен. Даже названия у неё связаны с  этим чувством. «Убийство Роджера Экройда» (что за имя!), «Убийство в „Восточном экспрессе“» (что за поезд!), «Смерть на Ниле» (что за река!) — во всех её книгах описаны времена и места столь невиданные, что я сомневаюсь существовали ли они вообще.
В начале 1970-х годов к идее фильма по одному из самых известных романов Кристи на этот раз вернулись британские кинематографисты. Чтобы получить одобрение писательницы, председатель EMI Films Нат Коэн и продюсер Джон Брабурн заручились поддержкой лорда Луиса Маунтбеттена — члена британской королевской семьи, а также тестя Брабурна. С Маунбеттеном «королева детектива» познакомилась ещё в 1924 году, когда он в письме признался, что является поклонником её творчества и предложил идею романа, использованную писательницей в одной из самой известных своих книг — «Убийство Роджера Экройда». В 1969 году, в ходе обмена письмами, она ответила Маунтебеттену: «Благодарю вас за то, что подарили мне первоклассную идею, которая никому до того не приходила в голову». Несмотря на то, что Кристи полагала, что книга является малоподходящей для киноадаптации, она в конце концов поддалась уговорам лорда Маунтбеттена и дала согласие на экранизацию романа. Существует мнение, что на это решение повлияло также то, что ей нравились предыдущие фильмы продюсеров — «Ромео и Джульетта» (1968) и «Сказки Беатрикс Поттер» (1971).

### Актёрский состав

Кадр из финала картины: Лорен Бэколл, Ингрид Бергман, Джон Гилгуд, Шон Коннери, Жаклин Биссет, Энтони Перкинс, Ванесса Редгрейв, Мартин Болсам, Альберт Финни, Майкл Йорк, Жан-Пьер Кассель, Джордж Кулурис, Уэнди Хиллер, Деннис Куили, Рейчел Робертс

Роль Пуаро сначала была предложена Полу Скофилду и Алеку Гиннессу, но они были заняты в других проектах. В итоге она досталась 38-летнему Альберту Финни. Изначально 59-летняя Ингрид Бергман планировалась на роль княгини Драгомировой. Актриса в это время была занята в успешном лондонском спектакле «Преданная жена» по одноимённой пьесе Сомерсета Моэма. Он был поставлен Джоном Гилгудом, которого Люмет привлёк в фильм на роль мистера Беддоуза. Однако после прочтения сценария Бергман от роли княгини отказалась, предпочтя ей маленькую роль шведки-няни Греты Олсон. В своих мемуарах актриса писала, что говорила по этому поводу режиссёру: «Зачем мне надевать на лицо маску из грима и играть русскую княгиню, когда там есть прекрасная роль шведской миссионерши, будто специально для меня написанная? Я постараюсь изобразить чудный шведский акцент. Мне бы очень хотелось сыграть эту полусонную миссионершу». Возможно, отказаться от более крупной роли согласно предложенного сценария актрису вынудила болезнь, с которой она боролась в этот период. Изначально вся её роль состояла из единственной сцены допроса Эркюлем Пуаро, снятой за один беспрерывный дубль длительностью почти пять минут. Сцена патетических причитаний, когда мсье Бьянки объявляет о завале, и робкие замечания в обеденном монологе миссис Хаббард были чистой импровизацией с её стороны. Режиссёр назвал отказ Бергман от роли, которую он ей первоначально предложил и, как оказалось, удачный выбор актрисой роли простодушной горничной, примером самоощущения, актёрского понимания себя.
Многие из актёров играли в период съёмок в театре, поэтому по вечерам им приходилось спешить на спектакли. В фильме снялись сразу семь артистов, которые до того или позже становились лауреатами премии «Оскар» — Мартин Болсам (1966), Ингрид Бергман (1945, 1957 и 1975), Шон Коннери (1988), Джон Гилгуд (1982), Уэнди Хиллер (1959), Ванесса Редгрейв (1978) и Лорен Бэколл (2009, почётный).

### Съёмочный процесс
Я знал, что «Убийство в „Восточном экспрессе“» должно быть непременно весёлым по духу. К чему-то у нас есть врождённый талант, а чему-то приходится учиться. На некоторые вещи мы просто не способны. Но я вознамерился сделать этот фильм весёлым, даже если мне придётся убить себя, а всем остальным заканчивать начатое. Никто никогда не трудился так каторжно, чтобы создать нечто лёгкое по духу. Но меня это многому научило.
Павильонные съёмки происходили в британской киностудии Elstree Studios в Боремвуде, графство Хартфордшир. Натурные съёмки в основном производились во Франции в 1973 году в Париже, а также в департаменте Ду, регион Франш-Конте. Сцены проходящего через центральную Европу по сюжету фильма поезда, были отсняты в горах Юра на закрытой перед этим железнодорожной линии между Понтарлье и Жие. Кадры застрявшего в снегу железнодорожного состава, снимались недалеко от Монбенуа.  Перед съёмками существовали опасения по поводу нехватки снега, в связи с чем была запланирована доставка большого его количества, что привело бы к большим финансовым затратам. Однако, прямо перед самыми съёмками эпизодов с застрявшим в снегу составом, прошёл сильный снегопад, а заказанные грузовики со снегом застряли на заблокированных от непогоды дорогах.
К моменту съёмок фильма поезд класса люкс «Восточный экспресс» уже прекратил своё существование, как и компания, его эксплуатировавшая. Однако его подлинный паровоз был использован для съёмок, пусть он и не мог ездить слишком далеко. Шестивагонный состав поезда был сформирован из старых вагонов Compagnie de Wagons-Lits и хранилища списанных механизмов Французской национальной железной дороги в Понтарлье. Внутреннее убранство поезда для съёмок было восстановлено по сохранившимся в музеях (большей частью в Бельгии, а также у некоторых состоятельных пассажиров, выкупивших облицовку купе на память о незабываемых путешествиях) вагонам реального Восточного экспресса. Художником-постановщиком картины был Тони Уолтон, разработавший и костюмы. С ним режиссёр поставил в общей сложности семь фильмов. Одним из важнейших художественных особенностей фильма было использование подсветки сзади, но для неё необходимо свободное пространство, которое невозможно было достичь в ограниченном помещении поезда. С целью решения этой проблемы Уолтон отправился на место хранения вагонов «Восточного экспресса» в Бельгию, но после осмотра обстановки оригинальных купе он решил, что не сможет достичь в своих декорациях такой роскоши. В связи с этим было принято решение демонтировать панели купе и их отправили в Англию, где установили на подвижные каркасы. Они были использованы как задники, которые передвигались в зависимости от использования того или иного освещения и потребностей оператора. Кроме того, для более красочной картинки, достижения большего эффекта задней подсветки, деревянные панели были отполированы с особой тщательностью, что позволяло ещё больше отражать ими свет. По выражению Люмета, основным «блюдом» картины стало богатство, в котором бы отразился «блеск ушедшей эпохи»: «Стеклянные панели, настоящее серебро на столах, бархатная обивка сидений». Помощники режиссёра не смогли найти для съёмок вагона-ресторана соответствующего заведения, отвечающего требованиям и Уолтон декорировал мезонин старого кинотеатра в Лондоне. В обстановке, декорациях значение придавалось каждой детали. По этому поводу Люмет писал: «Какой цвет мятного ликёра предпочтительней на серебряном подносе — белый или зелёный? Мы выбрали зелёный. Какие собачки больше подойдут княгине Драгомировой — французские пудели или пекинезы? Пекинезы. Что лучше смотрится на тележке Стамбульского вокзала — апельсины или капуста? Апельсины, потому что, рассыпавшись на фоне темно-серого пола, они выглядят эффектнее…»
В Лондоне были созданы декорации Стамбульского вокзала, которые были перевезены и собраны в одном из действующих парижских депо. В ночной сцене отправления экспресса из столицы Турции были задействованы триста статистов, которые участвовали в съёмках на «платформе» и в «зале ожидания» вокзала. Ещё накануне этой сцены Ингрид Бергман, Ванесса Редгрейв, Альберт Финни и Джон Гилгуд играли на сцене лондонских театров и прилетели в столицу Франции на самолёте в воскресенье, чтобы вернуться в Англию в понедельник. Снятый эпизод отправки поезда очень понравился режиссёру, который позже писал: «В нём одном сосредоточились красота и ностальгия, тайна, интрига и изысканность, которые мне хотелось придать всей ленте». Так как Финни долго накладывали грим, а сам актёр по вечерам играл в театре, ему категорически не хватало времени на сон. Однажды к нему домой прибыли гримёры, и, несмотря на то, что Финни спал, начали гримировать его. После чего погрузили его в машину скорой помощи, доставили на студию, где закончили гримировать так и не проснувшегося актёра.
Основные события фильма происходят на железной дороге между Белградом и Славонски-Бродом, где поезд якобы замело в малонаселённых горах. На самом деле все 200 км между этими городами железная дорога проходит через весьма населённые сельскохозяйственные районы и нигде не поднимается выше 100 метров. Примечательно, что «кинокарьера» реконструированных вагонов на этом не закончилась: уже через год они были использованы на съёмках комедии Клода Зиди «Не упускай из виду», после чего были переданы железнодорожному музею, а в 1982-м были запущены в первом составе на восстановленном маршруте Симплон-Венеция.
Оператором выступил Готфрид Ансуорт, который вместе с режиссёром выработал несколько киносъёмочных принципов фильма. Прежде всего они стремились к претворению на экране «естественной природной красоты», что в основном достигалось использованием длиннофокусных объективов, смягчающих картинку, и применением задней подсветки, позволяющей передать богатство и пышность обстановки, придать красочности актёрам, подчеркнуть их красоту. Съёмки происходили с использованием камер Panavision.

### Музыка
Музыкальное сопровождение к фильму сочинил британский композитор Ричард Родни Беннетт. Музыка была переработана в оркестровую сюиту, а также неоднократно исполнена и записана на различных носителях. При записи оригинального альбома саундтрека, осуществлённого в 1974 году лондонским оркестром Королевского театра Ковент-Гардена под управлением Маркуса Додса, фортепианную партию исполнил сам композитор.
| №                   | Название                       | Автор(ы)             | Длительность |
| ------------------- | ------------------------------ | -------------------- | ------------ |
| 1.                  | «Overture And Kidnapping»      | Ричард Родни Беннетт | 5:32         |
| 2.                  | «Stamboul Ferry»               | Ричард Родни Беннетт | 1:00         |
| 3.                  | «The Orient Express»           | Ричард Родни Беннетт | 11:17        |
| 4.                  | «The Body / Remembering Daisy» | Ричард Родни Беннетт | 3:30         |
| 5.                  | «Entr'acte»                    | Ричард Родни Беннетт | 3:37         |
| 6.                  | «Princess Dragomiroff»         | Ричард Родни Беннетт | 1:01         |
| 7.                  | «The Knife»                    | Ричард Родни Беннетт | 1:23         |
| 8.                  | «Prelude To Murder»            | Ричард Родни Беннетт | 3:50         |
| 9.                  | «The Murder»                   | Ричард Родни Беннетт | 3:40         |
| 10.                 | «Finale»                       | Ричард Родни Беннетт | 4:33         |
| Общая длительность: | Общая длительность:            | Общая длительность:  | 39:20        |

## Приём
На премьере, состоявшейся 24 ноября 1974 года в Великобритании, присутствовала Агата Кристи, которой в целом картина понравилась, так как она довольно точно воспроизводила содержание книги. Пуаро, сыгранный Финни, показался ей убедительным, но она высказала претензию к образу его персонажа в связи с тем, что у него «усики жидковаты», в то время как у её знаменитого детектива они были значительно пышнее. Это было одно из немногих последних появлений на публике писательницы перед её смертью. Макс Маллован, второй муж Кристи, вспоминал как члены семьи с удовольствием воспринимали «как вновь возвращается к жизни давно уже прекративший своё существование Восточный экспресс». Он отмечал удачно подобранный актёрский ансамбль, который несмотря на звёздный состав «смотрелся неожиданно гармонично». Также Маллован приводит другие впечатления полученные им и женой от фильма: «Альберт Финни хоть и был совсем не похож на Пуаро, но сыграл блестяще. С технической точки зрения руководство актёрами в замкнутом пространстве коридора поезда было выполнено гениально, и визуально обнаружить сложную разгадку сюжета было проще, чем в книге. Сама Агата всегда с неодобрением относилась к экранизациям своих книг, но была вынуждена удостоить сдержанной похвалы этот фильм…»
Картина оказалась коммерчески успешной, особенно учитывая её довольно ограниченный бюджет в 1,4 миллиона долларов. Она собрала 36 миллионов долларов в Северной Америке, что позволило ей стать в 1974 году 11-м самым кассовым фильмом года. По информации, предоставленной продюсером проекта Натом Коэном, «Убийство „Восточном экспрессе“» был первым фильмом, полностью профинансированным британской компанией, который занял первое место в еженедельном списке кассовых сборов США. Рецензент «Таймс» Дэвид Робинсон подчеркнул верность литературному источнику,  кроме того картина «в полной мере соответствует уровню произведений Агаты Кристи, требует тех же исправлений, вызывает то же удивление и недоверие».
Роджер Эберт назвал работу Люмета великолепным развлекательным фильмом в жанре классического детектива. Он также выделял его стилистику, выдержанную в намеренно старомодной манере, преодоление режиссёром технических трудностей, вызванных ограниченным пространством поезда, комедийную составляющую и блестящий актёрский состав. Картина заканчивается своеобразным бонусом — очень длинной сценой, где Пуаро (Финни) собирает в одном месте всех подозреваемых и берёт дело в свои руки. «Он делает это очень подробно, и довольно забавно наблюдать, как дюжина дорогостоящих звезд молчит и просто слушает, а Финни мастерски господствует на сцене», — писал американский критик.

## Премии и награды
| Год  | Премия                            | Категория                             | Номинанты                          | Результат |
| ---- | --------------------------------- | ------------------------------------- | ---------------------------------- | --------- |
| 2005 | Спутник                           | Лучший классический DVD               | «Убийство в „Восточном экспрессе“» | Номинация |
| 1976 | Грэмми                            | Лучший саундтрек                      | Ричард Родни Беннет                | Номинация |
| 1975 | Оскар                             | Лучшая мужская роль                   | Альберт Финни                      | Номинация |
| 1975 | Оскар                             | Лучшая женская роль второго плана     | Ингрид Бергман                     | Победа    |
| 1975 | Оскар                             | Лучший адаптированный сценарий        | Пол Дэйн                           | Номинация |
| 1975 | Оскар                             | Лучшая операторская работа            | Джеффри Ансуорт                    | Номинация |
| 1975 | Оскар                             | Лучший дизайн костюмов                | Тони Уолтон                        | Номинация |
| 1975 | Оскар                             | Лучшая музыка к фильму                | Ричард Родни Беннет                | Номинация |
| 1975 | BAFTA                             | Лучший фильм                          | Джон Брабурн, Ричард Гудвин        | Номинация |
| 1975 | BAFTA                             | Лучшая мужская роль                   | Альберт Финни                      | Номинация |
| 1975 | BAFTA                             | Лучшая режиссура                      | Сидни Люмет                        | Номинация |
| 1975 | BAFTA                             | Лучшая мужская роль второго плана     | Джон Гилгуд                        | Победа    |
| 1975 | BAFTA                             | Лучшая женская роль второго плана     | Ингрид Бергман                     | Победа    |
| 1975 | BAFTA                             | Лучшая операторская работа            | Джеффри Ансуорт                    | Номинация |
| 1975 | BAFTA                             | Лучший монтаж                         | Энн В. Коутс                       | Номинация |
| 1975 | BAFTA                             | Лучшая музыка к фильму                | Ричард Родни Беннет                | Победа    |
| 1975 | BAFTA                             | Лучшая работа художника-постановщика  | Тони Уолтон                        | Номинация |
| 1975 | BAFTA                             | Лучший дизайн костюмов                | Тони Уолтон                        | Номинация |
| 1975 | Премия Гильдии режиссёров Америки | Лучшие режиссёрские достижения в кино | Сидни Люмет                        | Номинация |
| 1975 | Эдгар                             | Лучший киносценарий                   | Пол Дэйн                           | Номинация |

8 апреля 1975 году Ингрид Бергман получила премию «Оскар» за лучшую женскую роль второго плана, ставшую третьей и последней наградой Американской киноакадемии этой выдающейся шведской актрисы. На церемонии она сначала получила почётную премию «Оскар» за выдающиеся заслуги в кинематографе за тяжело больного французского режиссёра Жана Ренуара. Бергман не ожидала, что она сможет победить, так как была уверена, что скорее всего награда достанется актрисе Валентине Кортезе, великолепно исполнившей роль в фильме «Американская ночь» Франсуа Трюффо. Когда объявили, что приз достанется Бергман, она вышла на сцену и заявила: «Это несправедливо. Эту премию нужно присудить Валентине Кортезе. Она её заслужила». Итальянская актриса встала и послала шведке воздушный поцелуй, после чего они весь вечер провели вместе.